# Rotem (Halen)
Rotem is een klein landelijk gehucht aan de Velpe in het zuiden van de Belgische gemeente Halen.
Rotem, in 1119 vermeld als Rotheem, was een nederzetting, vermoedelijk ontstaan uit de middeleeuwse nabijgelegen woonkern Velpen. In 1242 werd de voormalige cisterciënzerinnenabdij Mariënrode (ook wel Abdij van Rotem genoemd) die in 1237 werd gesticht, naar Rotem overgebracht.

## Bezienswaardigheden

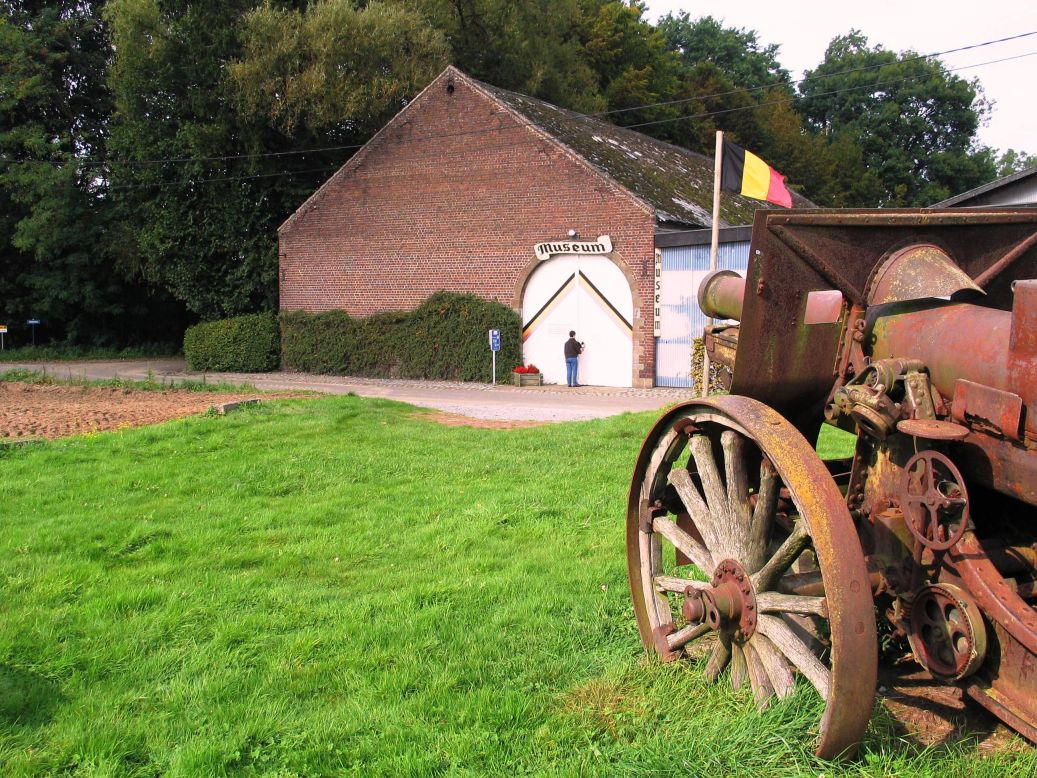
Museum Slag der Zilveren Helmen

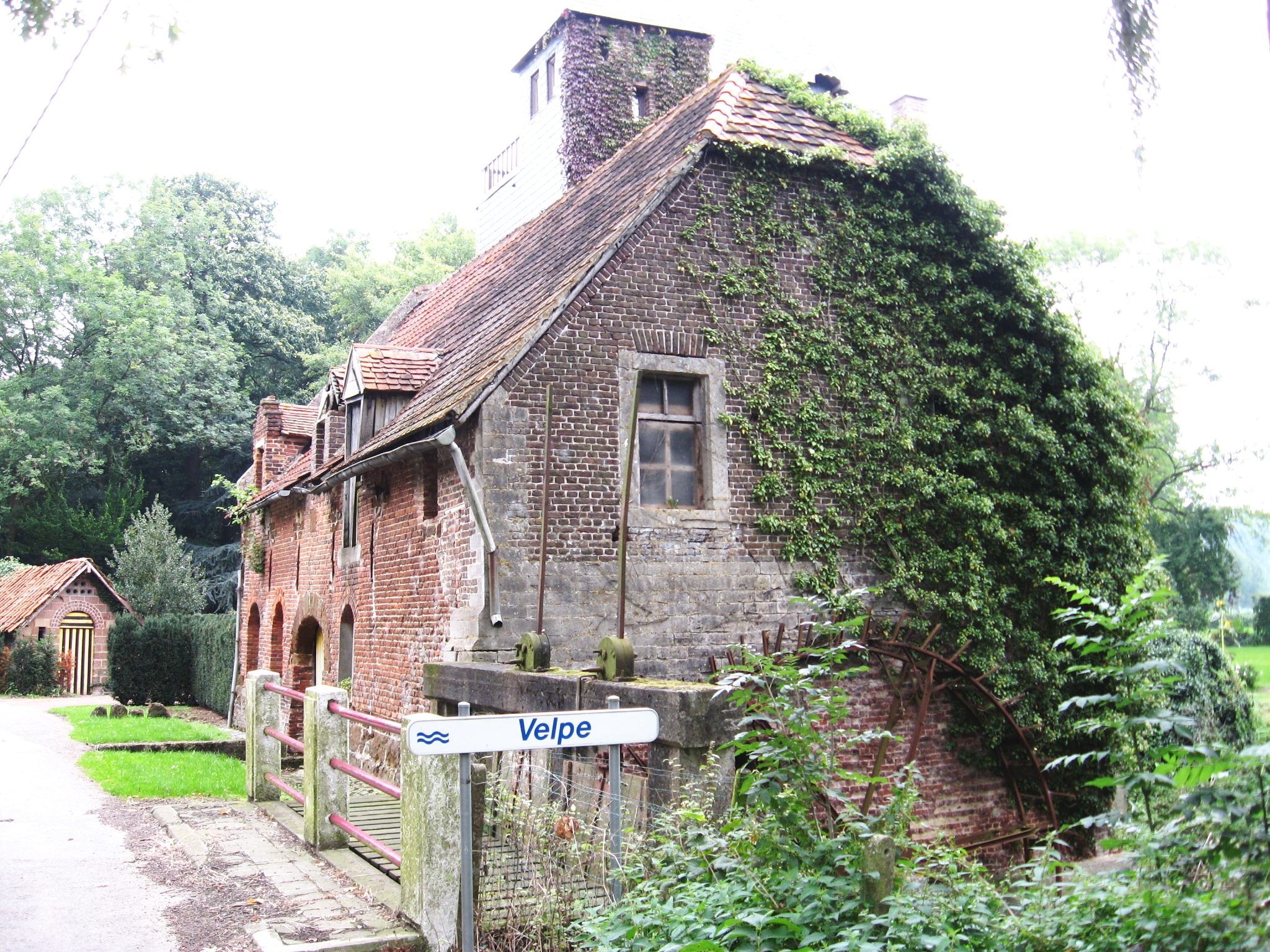
Rotemse Molen

- Het poortgebouw uit 1669 en de gesloten Rotemwinning met delen uit de 17e en 19e eeuw zijn nog restanten van de voormalige Abdij van Mariënrode. Beiden zijn sinds 2005 beschermde monumenten.
- De Rotemse Molen op de Velpe, waarvan stukken dateren uit 1646. De molen was eigendom van de abdij en bleef in bedrijf tot in 1961. Ook de molen is sinds 2005 beschermd.
- Het Museum Slag der Zilveren Helmen, aan Rotemstraat 14.

De omgeving van de voormalige abdij en de Rotemse molen werden beschermd als dorpsgezicht.
Deelgemeenten: Halen · Loksbergen · Zelem

Gehuchten: Blekkom · Klein-Frankrijk · Rotem · Zelk

Belgische gemeenten · Arrondissement Hasselt · Limburg · Vlaanderen